# Stanisław Jagniński
Stanisław Jagniński herbu Tarnawa (zm. 27 maja 1755) – chorąży stężycki w 1736 roku, miecznik sandomierski w latach 1726–1736, skarbnik sandomierski w latach 1722–1726, konsyliarz i delegat województwa sandomierskiego w konfederacji dzikowskiej 1734 roku.